# Covina
Covina és una ciutat dels Estats Units a l'estat de Califòrnia. Segons el cens del 2009 tenia 48.000 habitants.

## Demografia
Segons el cens del 2000, Covina tenia 46.837 habitants, 15.971 habitatges, i 11.754 famílies. La densitat de població era de 2.594,5 habitants/km².
Dels 15.971 habitatges en un 38,4% hi vivien nens de menys de 18 anys, en un 51,6% hi vivien parelles casades, en un 16,3% dones solteres, i en un 26,4% no eren unitats familiars. En el 20,8% dels habitatges hi vivien persones soles el 7,7% de les quals corresponia a persones de 65 anys o més que vivien soles. El nombre mitjà de persones vivint en cada habitatge era de 2,89 i el nombre mitjà de persones que vivien en cada família era de 3,36.
Per edats la població es repartia de la següent manera: un 28,1% tenia menys de 18 anys, un 9,5% entre 18 i 24, un 31,1% entre 25 i 44, un 20,4% de 45 a 60 i un 10,9% 65 anys o més.
L'edat mediana era de 34 anys. Per cada 100 dones de 18 o més anys hi havia 87 homes.
La renda mediana per habitatge era de 48.474 $ i la renda mediana per família de 55.111 $. Els homes tenien una renda mediana de 40.687 $ mentre que les dones 32.329 $. La renda per capita de la població era de 20.231 $. Entorn del 8,9% de les famílies i l'11,6% de la població estaven per davall del llindar de pobresa.

## Poblacions més properes
El següent diagrama mostra les poblacions més properes.